# Autoroute A-7 (Espagne)
Pour les articles homonymes, voir Autoroute de la Méditerranée et Autoroute A7.

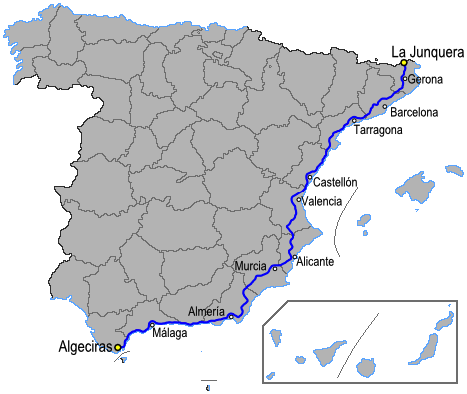
Localisation de l'A-7 sur le territoire espagnol.

L'autoroute A-7 ou autoroute de la Méditerranée (en espagnol : Autovía del Mediterráneo) A-7 est une autoroute qui longe toute la côte méditerranéenne de l'Espagne pour relier Barcelone à Algésiras au sud du pays une fois qu'elle sera totalement achevée.
Elle double la N-340 et elle est elle-même doublée par l'AP-7.
Elle permet de décharger l'AP-7 du fort trafic aux abords des grandes villes (aire métropolitaine Tarragone-Reus-Salou, Alicante-Elche...) en donnant une alternative aux véhicules locaux afin de laisser l'AP-7 pour le transit national et principalement les touristes estivaux[réf. nécessaire].
C'est un important axe de communication qui dessert les plus grandes villes d'Espagne (Barcelone, Tarragone, Castellón de la Plana, Valence, Alicante, Murcie, Malaga...) dont les échanges sont de plus en plus importants en raison du développement économique de l'Espagne
Cette autoroute est un axe majeur permettant de rallier l'Europe à l'Afrique par la côte espagnole et est par conséquent très empruntée par les nombreux résidents d'origine maghrébine résident dans les différents pays d'Europe et souhaitant séjourner dans leur pays d'origine principalement l'été. Elle dessert donc les principaux ports à destination des îles Baléares et de l'Afrique du Nord (Maroc, Algérie), très sollicités durant la période estivale comme le Port de Valence (Ferry Valence - Palma de Majorque/Ibiza), le Port d'Alicante (Ferry Alicante - Oran/Ibiza), le Port d'Almería (Ferry Almería - Nador/Melilla), le port de Malaga (Ferry Malaga - Al Hoceima/Melilla) et le plus grand port d'Espagne, le port d'Algésiras (Ferry Algésiras - Tanger/Ceuta)
L'A-7 est aussi très utilisée pour le transport de marchandises grâce notamment à la desserte des plus grands ports de marchandises d'Espagne (port de Tarragone, port de Castellón de la Plana, port de Sagonte, port de Valence, port de Motril...), mais aussi car elle dessert la province d'Almería et en particulier la ville d'El Ejido que l'on appelle aussi le potager de l'Europe et qui regroupe la plus grande concentration de culture sous serres en plastique au monde ; la majorité des travailleurs sont clandestins en provenance d'Afrique du Nord et sont peu payés (El Ejido, la loi du profit). En moins de 48h, on peut retrouver des tomates fraîches d'El Ejido chez les plus grands distributeurs d'Europe dont la plupart sont acheminées par camion via l'A-7/AP-7.
En 2019, l'A-7 absorbe l'AP-7 entre Tarragone et Alicante puis de Tarragone à Barcelone en 2021.

## Les sections

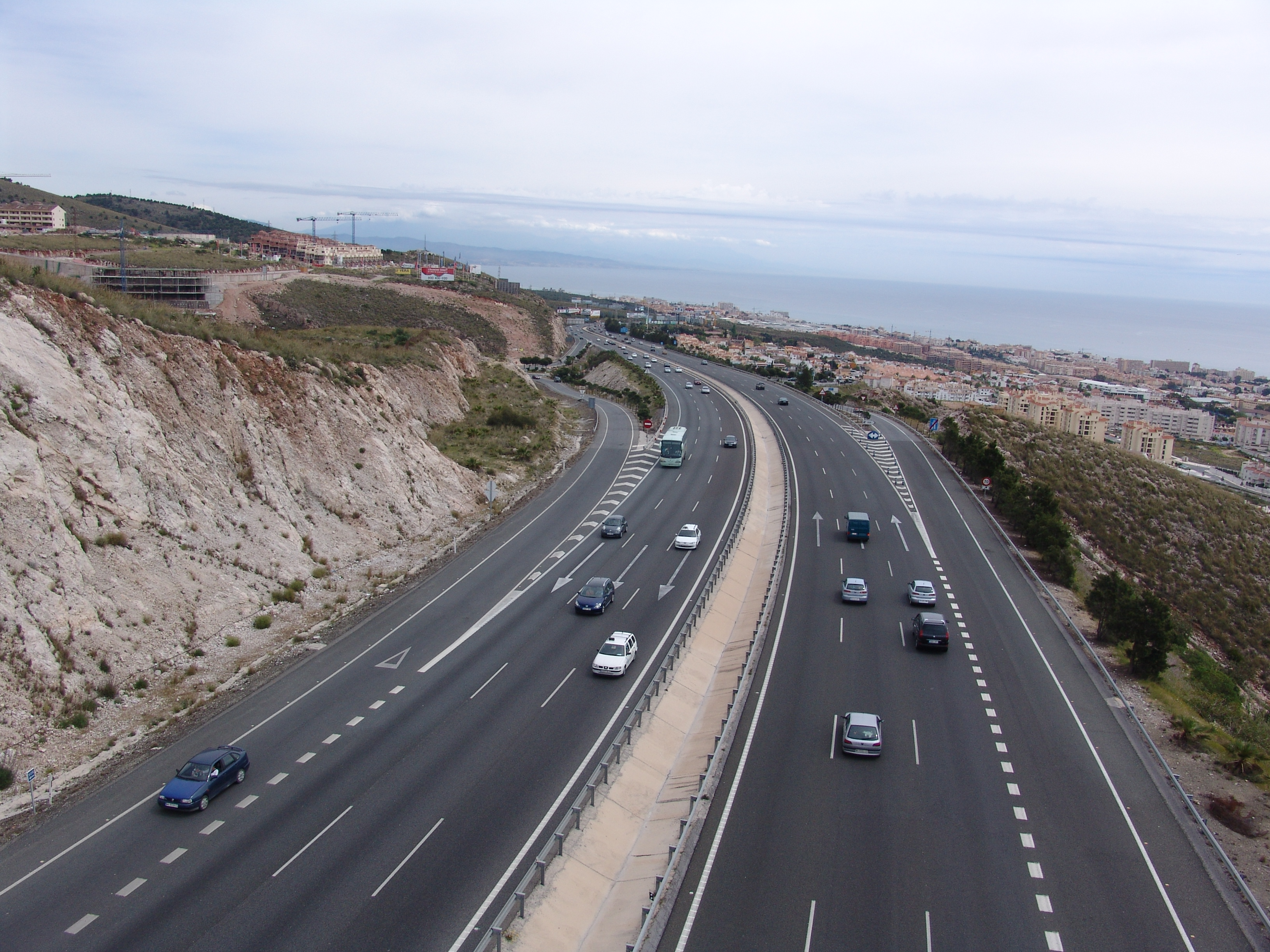
L'A-7 à Benalmadena.

L'autoroute A-7 est divisée en plusieurs sections en service, en projet et en construction :
| Nom   | Section                                          | État (2017)                                     |
| ----- | ------------------------------------------------ | ----------------------------------------------- |
| AP-7  | La Jonquera - Alicante                           | En service (fin du péage en 2019 et 2021)       |
| B-24  | Barcelone - Vallirana                            | En service                                      |
| B-24  | Vallirana - Ordal                                | En sevice                                       |
| B-24  | Ordal - Vilafranca del Penedès                   | En projet                                       |
| A-7   | Altafulla - Tarragone                            | En sevice                                       |
| A-7   | Tarragone - Salou                                | En service                                      |
| A-7   | Salou - Mont-Roig del Camp                       | En service                                      |
| A-7   | Mont-Roig del Camp - L'Hospitalet de l'Infant    | En service                                      |
| A-7   | L'Hospitalet de l'Infant - Villanueva de Alcolea | En projet                                       |
| CV-10 | Villanueva de Alcolea - La Pobla Tornesa         | En service                                      |
| CV-10 | La Pobla Tornesa - Nules                         | En service                                      |
| A-7   | Nules - Xàtiva                                   | En service                                      |
| CV-40 | Xàtiva - Albaida                                 | En service                                      |
| A-7   | Albaida - Alcoy                                  | En service                                      |
| A-7   | Alcoy - Alicante (A-70)                          | En service                                      |
| A-7   | Alicante - Fuengirola                            | En service                                      |
| A-7   | Adra - Torremolinos                              | En service                                      |
| A-7   | Fuengirola - Guadiaro                            | En service (voirie locale et desserte maritime) |
| AP-7  | Torremolinos - Guadiaro                          | En service (payante)                            |
| A-7   | Guadiaro - Algésiras                             | En service                                      |

## Projets
Actuellement l'A-7 fait l'objet d'un élargissement en 2x3 voies sur certains tronçons entre :
- Contournement de Valence
- Alicante - Elche - Crevillente (en cours d'élargissement)
- Crevillente - Murcie - Puerto Lumbreras (en projet)
- Viator - Roquetas de Mar (en projet)

En effet le trafic automobile dans cette région est très élevé, d'où la nécessité de cet élargissement.
Il est prévu de remodeler la bifurcation entre l'A-7 et l'A-92 au nord d'Almería à Viator qui est actuellement un échangeur complet avec rond-point. Cette remodélisation consiste à réduire les rampes et virages et à construire une vraie bifurcation autoroutière avec une séparation du trafic.
Il est aussi prévue de construire une nouvelle variante de l'A-7 entre San Roque et Algésiras parallèle à l'A-7 actuelle et qui se connectera directement à l'A-381 à l'est de Los Barrios. Cette voie rapide permettra de contourner l'agglomération d'Algésiras et de décharger l'Autovia de la Méditerranée dans la zone où le trafic est très chargé à cause des automobiles se rendant au Maroc via les ports d'Algésiras et de Tarifa mais aussi les poids lourds et leurs marchandises transitant dans cette zone notamment les raffineries de San Roque.

## Tracé

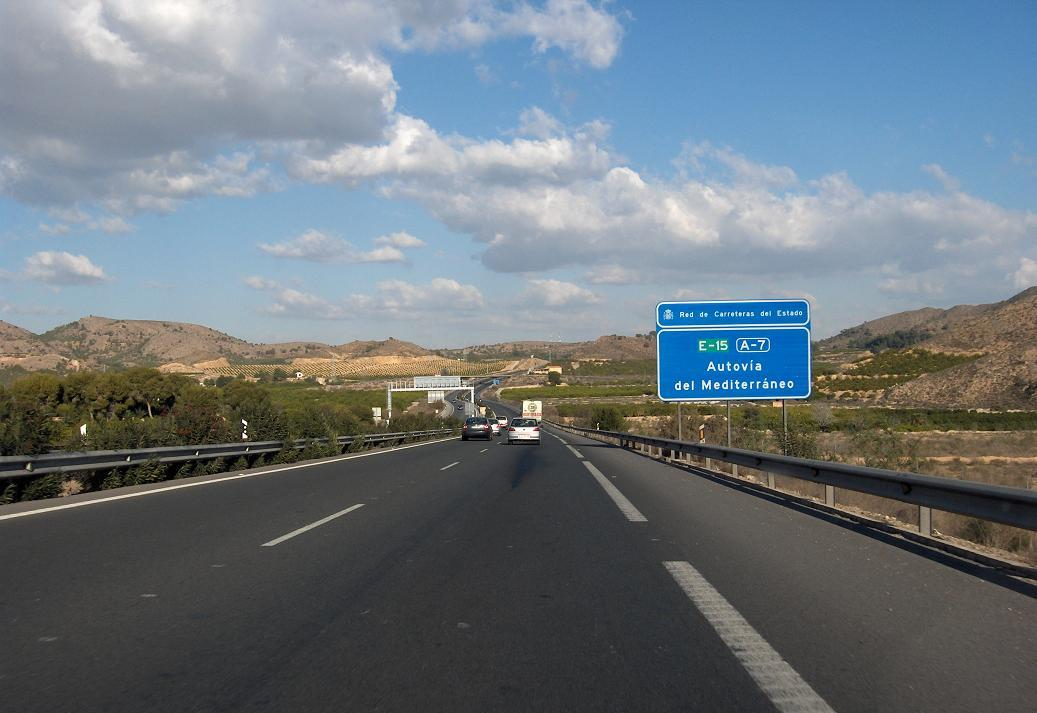
L'A-7 dans la région de Murcie.

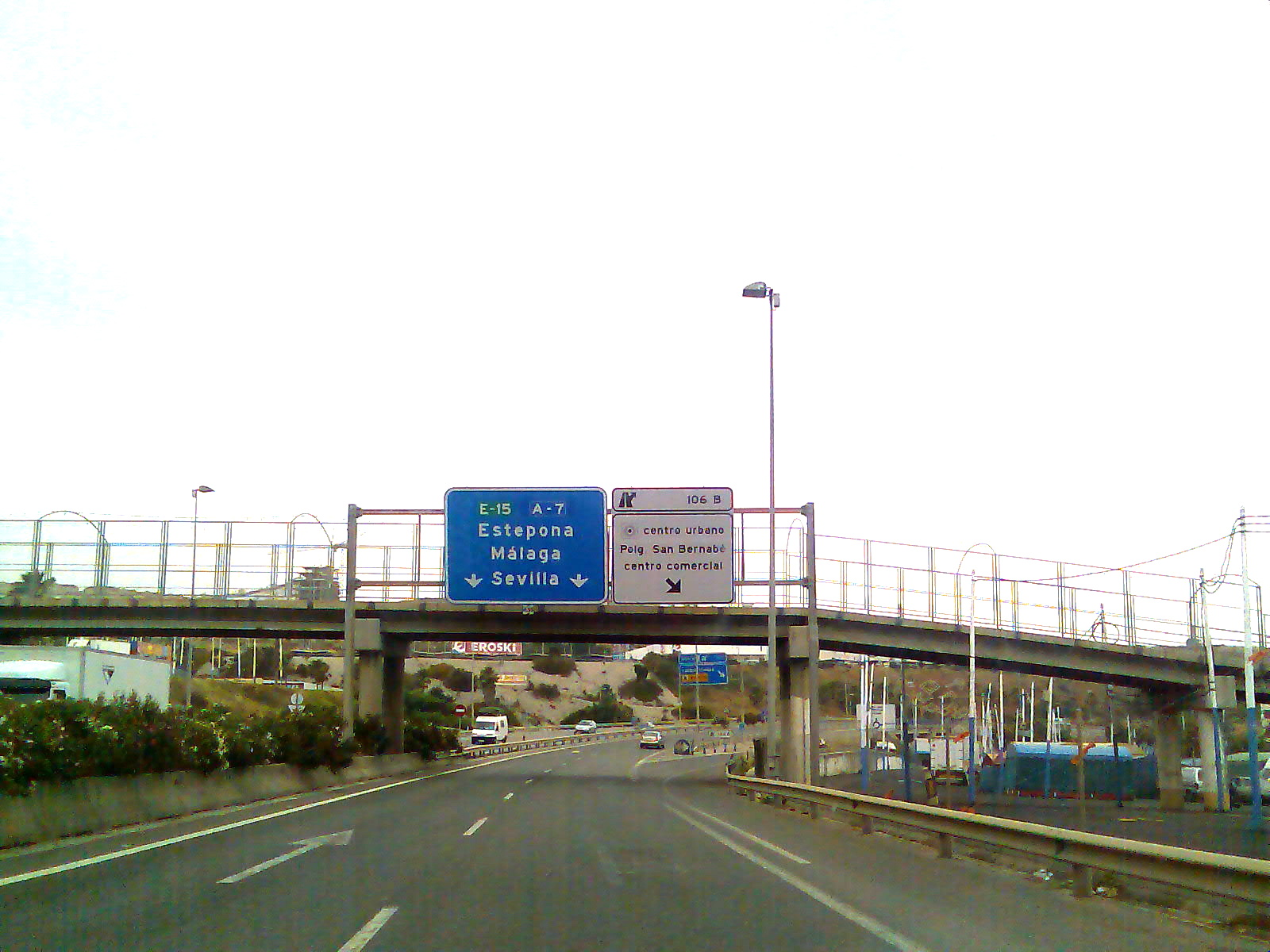
L'A-7 au centre d'Algésiras.

- L'A-7 débute à l'ouest de Barcelone sous le nom B-24 jusqu'à Villarana (Banlieue ouest) et où elle est en construction jusqu'à Ordal et en projet jusqu'à Vilafranca del Penedès pour se connecter à l'AP-7.
- Elle revient à l'est de Tarragone qu'elle traverse par le nord où elle dessert les différentes zones de la ville et où elle croise la T-11 (Tarragone - Reus), la T-721 qui dessert le Port de Tarragone, elle contourne Vila-seca par le sud et dessert le complexe de loisirs PortAventura World au nord de Salou.
- Elle poursuit son chemin le long de la côte en parallèle avec l'AP-7 en passant par Cambrils pour se terminer provisoirement à hauteur de Vandellos.
- À hauteur d'Aldea, l'A-7 est en construction pour contourner la ville alors que le contournement d'Amposta est déjà en service.
- L'autovia est en projet entre Cambrils et Vilanova d'Alcolea jusqu'au futur aeropuerto de Castellón De La Plana.
- À partir de Villanueva de Alcolea, l'A-7 change de nom et devient la CV-10 car elle appartient à la Communauté valencienne.
- Cette section de 36 km contourne l'agglomération de Castellón de la Plana en parallèle à l'AP-7 jusqu'à Nules en desservant la capitale de la province depuis la CV-151, la ville de Vila-real et Onda depuis la CV-20... À terme la CV-10 devrait passer aux mains du gouvernement et pour devenir l'A-7.
- A Nules, l'A-7 revient et prolonge la CV-10 pour se rejoindre l'AP-7 au nord de Sagonte. Le contournement de Sagonte se fait par l'AP-7 (gratuite) d'où se détache l'A-23 à destination de Saragosse.
- L'A-7 revient au sud de Sagonte (Puçol) pour entamer la traversée de l'agglomération de Valence par l'ouest. Durant toute la traversée, l'A-7 croise plusieurs autoroutes pour accéder à la capitale de la Communauté valencienne tels que la V-21, pénétrante nord de la ville, la CV-35 qui la relie à Lliria, la V-30 (périphérique de Valence), l'A-3 qui dessert la ville par l'est en provenance où à destination de Madrid, la V-31, pénétrante sud de la ville.
- À partir de là, se détache l'AP-7 qui va longer la côte alors que l'A-7 s'éloigne de la mer et rentre dans les terres de la Péninsule.
- Elle va croiser à Alzira la CV-50 (future contournement de l'aire métropolitaine de Valence entre Lliria et Alzira).
- Elle passe près de la ville de Xàtiva avant de bifurquer avec l'A-35 en direction d'Albacete. L'A-7 change de nom et devient la CV-40 (Autovia autonome de la Communauté valencienne).
- Elle poursuit son chemin vers le sud en direction d'Alcoy.
- L'autovia revient à l'est d'Alcoy et reprend son nom d'origine A-7. Elle traverse la ville du nord au sud en desservant les différentes zones avant de poursuivre sa route vers Alicante.
- À Castalla, elle bifurque avec l'autovia autonome CV-80 qui la relie à l'A-31 à hauteur de Sax.
- 20 km plus loin, la voie rapide arrive dans l'agglomération d'Alicante en croisant l'AP-7 qui la contourne par le nord. Après le croisement l'A-7 change de nom et devient l'A-77 qui pénètre Alicante par le nord en s'insérant à la rocade de la ville (A-70).
- Elle croise l'A-31 qui vient de Madrid à l'ouest de la ville, et se fait rejoindre par l'AP-7 au nord d'Elche sur le prolongement de la EL-20. l'A-7 et l'AP-7 font tronc commun jusqu'à Crevillente jusqu'à ce que l'AP-7 se détache pour aller en direction de Cartagène.
- L'A-7 passe de la communauté valencienne à la région de Murcie et arrive dans l'agglomération de Murcie. Elle va croiser lorsqu'elle sera construite la rocade sud de l'agglomération, l'AP-37 l'alternative payante d'Alicante et l'Autoroute Santomera - San Javier qui dessert l'Aéroport de Murcie-San Javier. Ainsi que la RM-414 qui la relie à l'A-33 (Yecla)
- L'Autovia de la Méditerranée va bifurquer avec les Arco Norte et Arco Noroeste qui vont contourner l'agglomération par le nord.
- Elle bifurque avec l'A-30 qui vient d'Albacete/Madrid au nord de la ville en desservant le nouveau parc d'activité (centre commercial) et le stade du Real Murcie : Nueva Condomina. À hauteur d'Alcantarilla elle croise la C-415 à destination de Caravaca de la Cruz et la MU-30 (rocade sud de l'agglomération de Murcie).
- 25 km plus loin, à Alhama de Murcia se détache la RM-2 (autovia autonome de la région de Murcie) à destination de Cartagène et à Totana, la RM-3 à destination de Mazarrón et la Costa Calida.
- L'A-7 contourne Lorca par le nord avec 2 remarquables tunnels de 1 000 m dans un sens et 600 m dans l'autre. Elle croise aussi la C-3211 qui va être dédoublée entre Lorca et Caravaca de la Cruz.
- À Puerto Lumbreras se détache l'A-91 qui prolonge l'A-92N à destination de Grenade, Séville et toute l'Andalousie occidentale.
- L'autovia de la Méditerranée entre en Andalousie et se fait rejoindre par l'AP-7 qui a longé toute la Costa Calida à Vera.
- Première province d'Andalousie en venant de l'est, la Province d'Almería dont il est possible d'apercevoir la culture intense sous serres autour de Nijar le long de la voie rapide.
- L'A-7 arrive à Alméria par l'est d'où va se détacher à long terme la pénétrante est d'Almeria AL-12 vers Retamar.
- Elle ceinture la ville par le nord bloquée par les montagnes d'un côté et l'urbanisation de l'autre. Elle dessert les différentes zones de la capitale de la province.
- Au nord de la ville se détache l'A-92 à destination de Grenade et Séville. Complètement à l'ouest se détache l'AL-14 qui permet d'accéder au port à destination d'Afrique du Nord depuis la voie express.
- À peine quelques kilomètres plus loin, l'autoroute traverse la plus grande zone de culture sous serres au monde dans la région d'El Ejido. Depuis la voiture on peut voir la mer de plastique à perte de vue où l'on cultive des fruits et des légumes qui se retrouveront dans nos assiettes.
- L'A-7 continue de longer la côte méditerranéenne en desservant les villes le long de la Costa Tropical, dont Motril et son port de marchandises, d'où se détachent  rocade (GR-14 et GR-16) ainsi que l'A-44 (Madrid - Motril), ainsi que ses rocades GR-14 (ouest) et GR-16 (est) desservant le port.
- Après avoir longer la Costa Tropical sur 180km depuis Alméria, l'A-7 arrive dans l'agglomération de Malaga. Dans un premier temps se déconnecte la MA-24 qui pénètre Malaga depuis l'est. Elle contourne la ville par le nord en y desservant les différentes zones. Au nord vient se connecter l'A-45 en provenance de Madrid. Puis, va se détacher quelque km plus loin la rocade MA-20 pour se reconnecter à Torremolinos. Un peu plus loin se détache l'AP-46 une alternative payante pour rejoindre Cordoue, Madrid et Grenade afin de désengorger l'A-45. À l'ouest, elle croise l'A-357 à destination de Cártama. Après avoir contourner l'aéroport de Malaga par l'ouest, l'A-7 sort de l'agglomération à Torremolinos, d'où se rattache la MA-20 et devient l'AP-7.
- À partir de Fuengirola, l'A-7 est doublée par l'AP-7 et traverse la ville par le nord. À partir de là l'autovia de la Méditerranée devient une voie rapide urbaine car elle va traverser toutes les stations balnéaires de la Costa del Sol par le centre excepté Marbella et Estepona où elle rejoint l'AP-7 pour le contournement (section gratuite).
- Après avoir été dédoublée pendant près de 80 km, l'A-7 rejoint l'AP-7 à Guadiaro.
- À hauteur de San Roque, la CA-34 à destination de Gibraltar se détache. Elle longe la Costa Gaditana le long des zones industrielles (raffinerie de San Roque...) où il est prévu de contourner la zone par une autoroute variante qui se reconnectera à Los Barrios pour décharger le fort trafic de la région.
- À hauteur de Los Barrios, l'A-7 bifurque avec l'A-381 à destination de Jerez de la Frontera avant d'arriver dans l'agglomération d'Algésiras par le nord. L'autovia devient urbaine avec 1 giratoire qui permet d'accéder au port d'Algésiras pour les passagers à destination de Tanger ou Ceuta. Elle joue le rôle de rocade ouest pour la ville en desservant les différentes zones avant d'être prolongée par l'A-48 lorsqu'elle sera construite au sud de l'agglomération.

## Sorties

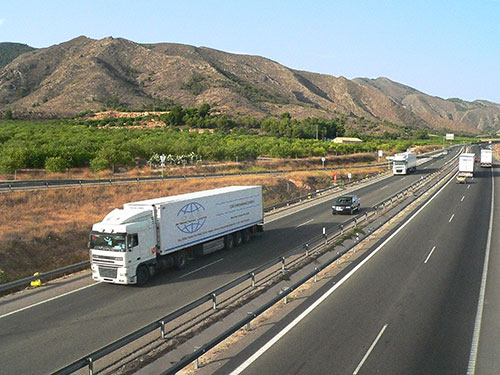
L'A-7 entre Alicante et Murcie.

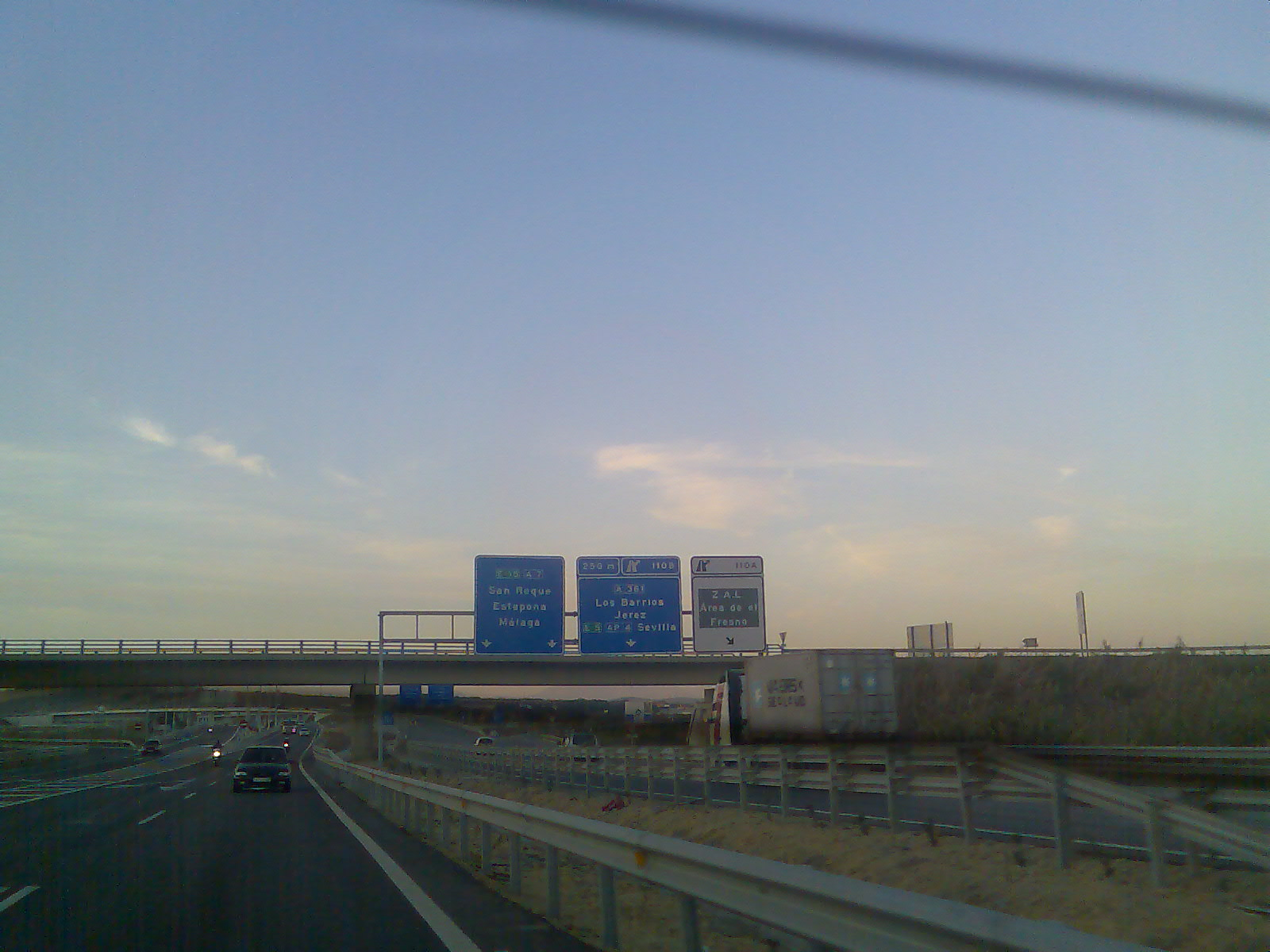
Bifurcation avec l'A-381 à Los Barrios.

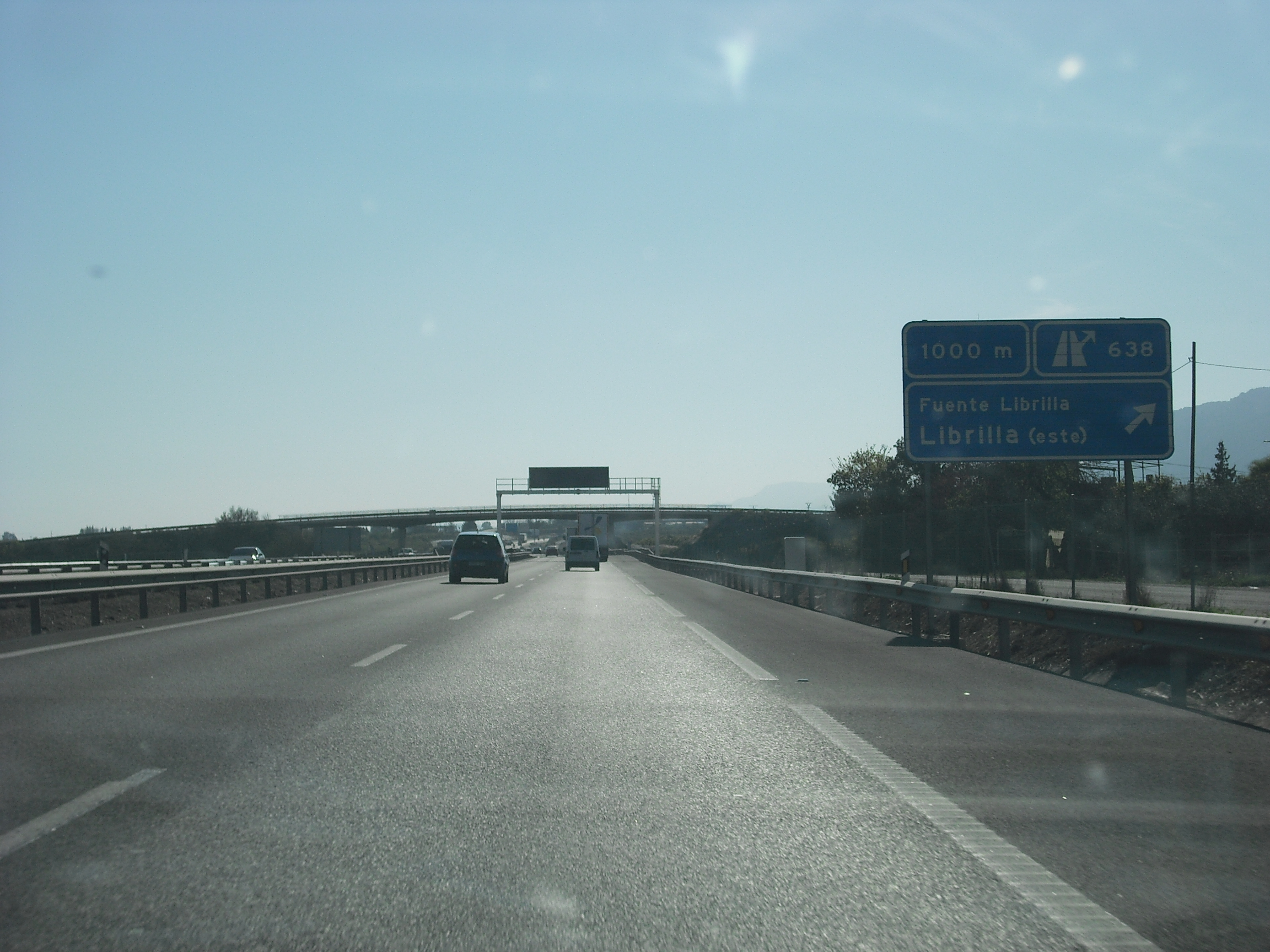
L'A-7 au niveau de Librilla (région de Murcie).

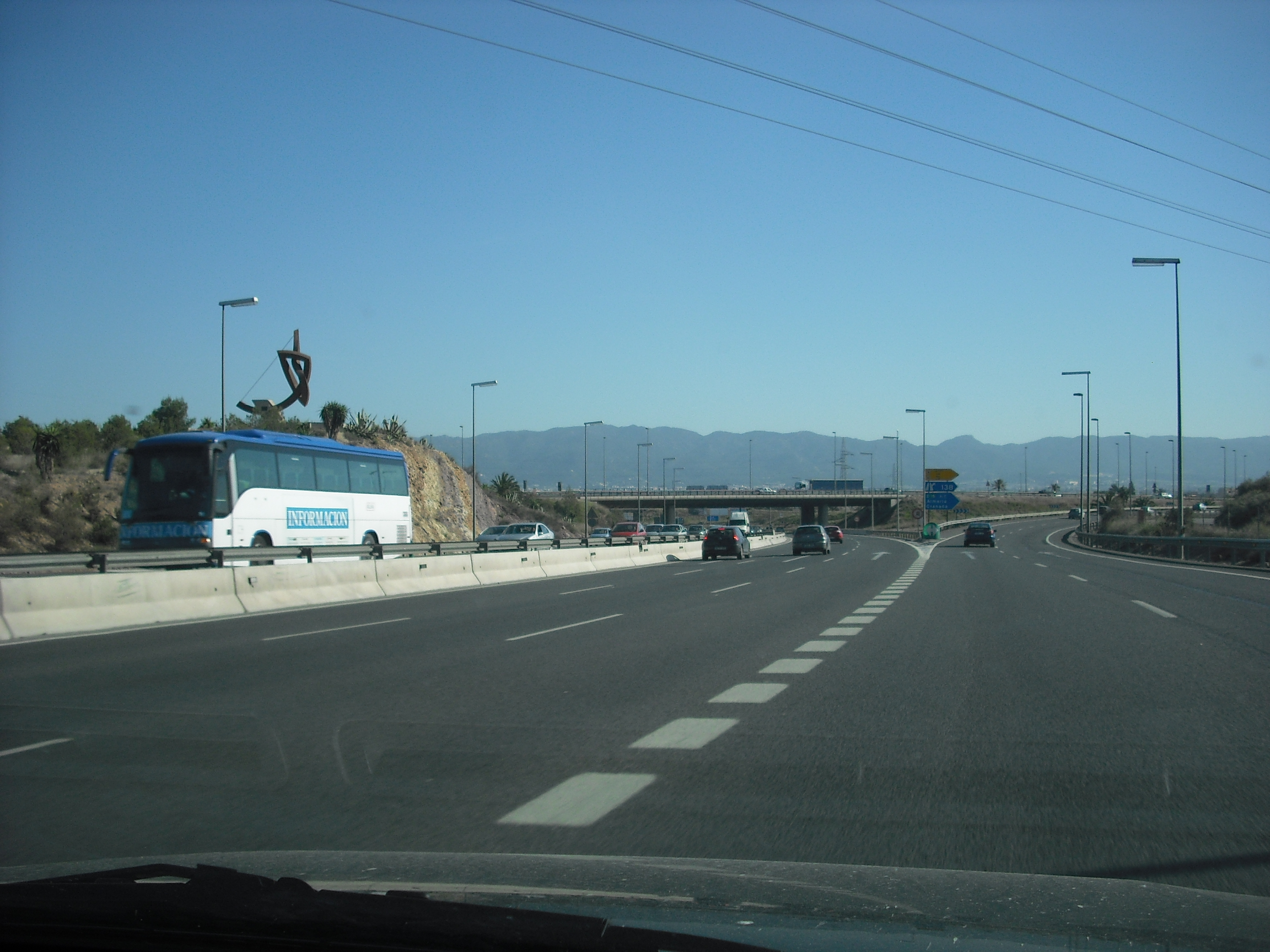
Bifurcation avec l'A-30 en direction d'Alméria.

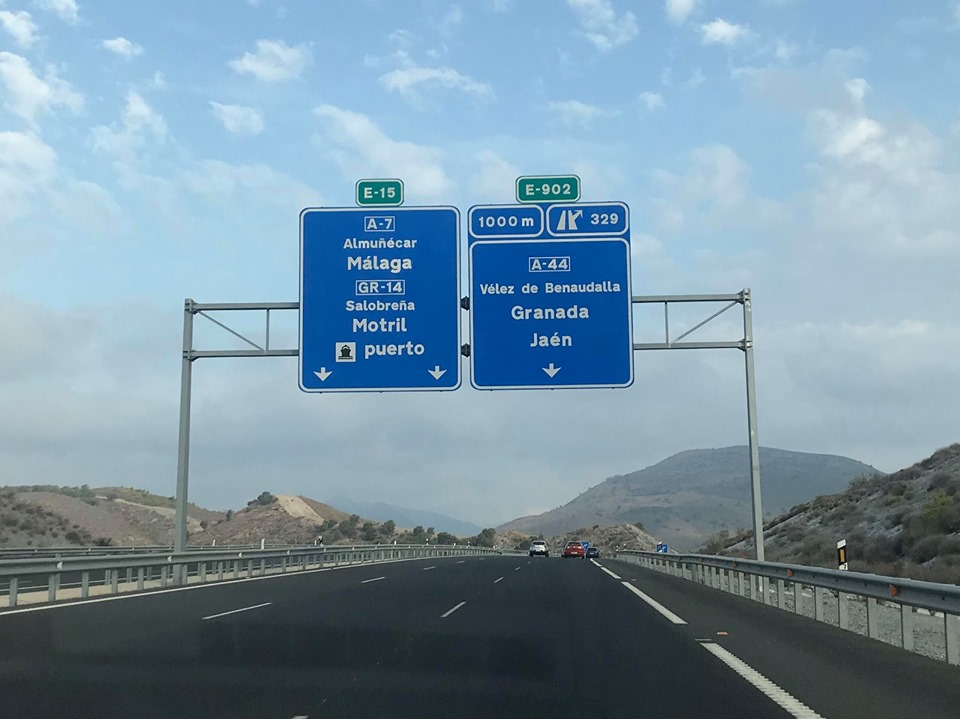
Bifurcation avec l'A-44 au nord de Motril.

### DeTarragoneà Sagonte
| Sorties | Villes                                                                           |         |
| ------- | -------------------------------------------------------------------------------- | ------- |
|         | Autoroute de la Méditerranée Tarragone - Salou                                   | A-7     |
| 01      | Tarragone Est                                                                    | N-340a  |
| 02      | Tarragone-l'Oliva                                                                |         |
| 04      | Tarragone Centre - Valls Barcelone - Valence AP-7                                | N-240   |
|         | Tarragone-Constanti Zone Industrielle Riu Clar - Port de Tarragone               | T-721   |
|         | Tarragone Ouest - Reus Aéroport de Reus - Centre Commerciale Carrefour Tarragone | T-11    |
| 07      | La Canonja - Bonavista                                                           |         |
| 08      | Reus - Zone Industrielle Entrevies                                               | T-315   |
| 09      | Vila-Seca Est                                                                    | N-340a  |
| 10      | Vila-Seca Sud Zone Industrielle Entrevies - La Pineda                            |         |
| 11      | PortAventura Vila-Seca Sud - Salou Nord                                          |         |
| 12      | Vila-Seca Ouest - Salou Barcelone - Valence AP-7                                 | N-340a  |
| 13      | Salou - Reus                                                                     | C-14    |
| 15      | Vilafortuny                                                                      |         |
| 16      | Cambrils Est                                                                     | N-340a  |
| 17      | Cambrils Nord                                                                    |         |
| 18      | Mont Roig                                                                        | T-323   |
| 19      | Miami Platja - Urbanisation Via Marina                                           |         |
| 26      | L'Hospitalet de l'Infant - Mora la Nova                                          | C-44    |
| 27      | L'Hospitalet de l'Infant                                                         | N-340a  |
|         | La Pobla Tornesa - Castellón de la Plana                                         | N-340   |
|         | Section en projet L'Hospitalet de l'Infant - La Pobla Tornesa                    | A-7     |
|         | Autoroute de la Plana La Pobla Tornesa - Nules                                   | CV-10   |
|         | Autoroute de la Plana Nules Ouest Vila-real                                      | CV-10   |
| 30      | Nules Sud - Moncofa                                                              | N-340   |
| 32      | La Vall d'Uixó - La Vilavella                                                    | CV-224  |
| 33      | La Vall d'Uixó - Moncofa                                                         | N-340   |
| 34      | La Vall d'Uixó - Xilxes                                                          | N-225   |
| 35      | La Llosa - Almenara Nord                                                         | CV-2331 |
| 37      | Almenara Sud                                                                     | N-340   |
| 38      | Sagonte - Faura Benifairó de Les Valls                                           | N-340   |

### Contournement de Valence
- 298  Échangeur autoroutier entre AP-7 et A-7 (de et vers Valence) à 470 km : Barcelone, Tarragone (AP-7) - Almenara, Castellón de la Plana (A-7) +  section à 2x3 voies
- 50 (sortie de l'AP-7)/302  Échangeur autoroutier entre AP-7/A-7 et A-23 (de et vers Barcelone) à 475 km : Sagonte, Teruel, Saragosse
- Aire de service Sagonte (dans les deux sens) à 478 km
- 307  Échangeur autoroutier entre A-7, V-23/A-23 (Sagonte, Teruel, Saragosse; de et vers Alicante seulement) et V-21 (Valence-nord, Puçol; de et vers Barcelone seulement) à 480 km
- 311 : Rafelbuñol, El Puig, Puebla de Farnals, Puçol ( CV-300 ),  Aire de service
- 313/315 : Massamagrell ( CV-32 ) - Náquera, Montcada ( CV-315 )
- 321 : Burjassot, Bétera ( CV-310 ),  Aire de service
- 324  Échangeur autoroutier entre A-7 et  CV-35  : Valence, Liria, Ademuz
- 326/328  Échangeur autoroutier entre A-7 et V-30 : Valence Centre - Aéroport de Valence - Port de Valence
- 331 : Manises, Riba-roja del Túria ( CV-370 )
- 335/336  Échangeur autoroutier entre A-7 et A-3 : Valence - Madrid
- 339/341  Échangeur autoroutier entre A-7 et  CV-36  : Torrent, Valence ( CV-36 ) - Calicanto ( CV-411 )
- 344 Torrent, Montroy, Montserrat ( CV-405 )
- Aire de service Torrent (dans les deux sens)
- 351 : Alcàsser, Picassent, Silla ( CV-415 )
- 353/527 (sortie de l'AP-7)  Échangeur entre A-7, AP-7 (Gandia (A-38) - Alicante) et V-31 (Valence-sud; de et vers Alicante)

### De Valence à Alicante
- 353/527 (sortie de l'AP-7)  Échangeur entre A-7, AP-7 (Gandia (A-38) - Alicante) et V-31 (Valence-sud; de et vers Alicante) +  Section en 2x3 voies jusqu'à  398/399
- 356 : Almussafes - Usine Ford
- 357 : Picassent
- 358 : Centre pénitentiaire de Valence
- 361 : Benifaió, Alfarp, Catadau, Llombai ( CV-520 ),  Aire de service Alginet (dans les deux sens)
- 363 (depuis Valence et vers les deux sens) : Alginet
- 366 : Alginet, Algemesí ( CV-525 )
- 367 : Carlet
- 371 (de et vers Valence) : L'Alcúdia-nord, Carlet ( CV-50 )
- Pont sur le Margo
- 373 : L'Alcúdia, Carlet, Alzira ( CV-50 )
- 375 (de et vers Alicante) : L'Alcúdia
- 376 : Montortal - La Garrofera,  Aire de service Montortal (ville-étape) (dans les deux sens)
- 376B (de et vers Valence) : Massalaves, La Garrofera ( CV-5440 )
- Aire de service Massalaves (dans les deux sens)
- 381 : Masalavés, Alzira ( CV-550 ),  Aire de service Alberic (dans les deux sens)
- 383 : Alberic - Tous
- 385 (de et vers Alicante) : Alberic
- 386 : Gavarda, Antella ( CV-557 ),  Aire de service Gavarda (sens Valence-Alicante)
- Pont sur le Jucar
- 389 : Beneixida, Alcàntera de Xúquer, Villanueva de Castellon ( CV-560 ) +  Aire de service Beneixida (dans les deux sens)
- 391 (sens Alicante-Valence)  Aire de repos Alcàntera de Xúquer (sens Alicante-Valence)
- 395 : Xàtiva - Llosa de Ranes ( CV-58 )
- 396 : Rotglà i Corberà - Llanera de Ranes - Estubeny ( CV-590 )
- 398/399  Échangeur autoroutier entre A-35 et A-7 : Alicante, Murcie, Albacete (A-35)
- 400 : Cerdá - Canals-nord - L'Alcudia de Crespins - Torrella
- 402 : Játiva, Canals-sud, Novetlè ( CV-645 )
- 405 (sens Valence-Alicante) +  Aire de service Canals (dans les deux sens)
- Tunnel de L'Olleria (940 et 580 m)
- 410 : Gandia, L'Olleria ( CV-60 )
- 413 : Ayelo de Malferit,  Aire de service Aielo de Malferit (dans les deux sens)
- Viaduc sur le Riu Clariano
- 414 (de et vers Alicante) : Ayelo de Malferit
- 415 : Ontinyent-nord ( CV-650 )
- 417 (de et vers Valence) : Camino Real de Gandía
- 418 : Ontinyent, Villena ( CV-81 ) - Agullent
- 420 : Agullent
- 421 (de et vers Valence) : Benissoda
- 423/425 : Atzeneta d'Albaida ( CV-615 ) - Albaida ( N-340 ) - Gandia ( CV-62 )
- 430
- 431/432 : Muro de Alcoy-nord, Cocentaina ( N-340 )
- 435/436 : Muro de Alcoy-est, Benimarfull, L'Alqueria d'Asnar ( CV-700 ) + Viaduc sur le Serpis
- 441/442 : Muro de Alcoy - Cocentaina ( N-340 ) - Benilloba ( CV-790 ) + Viaduc sur le Serpis
- 443 : Alcoy-nord, Cocentaina-sud ( N-340 )
- Viaduc sur le Serpis
- 448/449 : Alcoy ( N-340 ) - Benilloba ( CV-70 )
- Viaduc sur le Riu Molinar
- 2  Tunnels de la Font Roja (600 m et 900 m)
- 453 : Xixona ( CV-800 ) - Benifallim ( CV-785 ) -  N-340
- 459 : Ibi-est ( CV-806 )
- 464 : Ibi-ouest ( CV-805 )
- 468/469  Échangeur autoroutier entre A-7 et  CV-80  : Onil, Castalla ( CV-815 ) - Villena, Albacete (A-31)
- Pont sur le Riu Verde
- 471 : Castalla ( CV-815 ),  Aire de service Castalla (dans les deux sens)
- 480 : Tibi ( CV-805 )
- 481/482 : Agost ( CV-827 ),  Aire de service Tibi (dans les deux sens)
- 489 : Lostissements El Gantxo
- 491  Échangeur autoroutier entre A-7/A-77 et AP-7 () : Sant Vincent del Raspeig - Murcie, Madrid, Benidorm, Valence (AP-7) + l'A-7 devient l'A-77
- 5/3 (sortie de l'A-77) : Sant Vincent del Raspeig - Agost (CV-820 jaune) - L'Alcoraia (CV-824 jaune)
- Échangeur autoroutier entre A-70 et A-77 + fin de l'A-77 à Alicante

### DeAlicante Ouest(A-31) à Elche
- 224 (sortie de l'A-31)/506  Échangeur autoroutier entre A-31 et A-7 : Aspe ( CV-847 ) - Monforte del Cid, Albacete, Madrid, Alicante (A-31)
- 508  Échangeur autoroutier entre A-7/A-31 et AP-7 (de et vers Murcie) : Benidorm, Valence (AP-7 +  section en 2x3 voies
- 510 à 708 km (de et vers Murcie)
- Échangeur autoroutier entre A-7/A-70 (Alicante),  EL-20  (Elche) et AP-7 () (Albacete (A-31) - Benidorm - Valence); l'A-70 devient l'A-7

### D'Elche à Murcie
- Échangeur autoroutier entre A-7/A-70 (Alicante),  EL-20  (Elche) et AP-7 () (Albacete (A-31) - Benidorm - Valence); l'A-70 devient l'A-7
- 518 : Elche Ouest - Aspe - Novelda ( CV-84 )
- 523 : Crevillente - Elche ( A-78  N-340 )
- 526 : Crevillente Sud - Gare de Crevillente ( CV-875 )
- 528  Échangeur autoroutier entre A-7 et AP-7 () (de et vers Alicante) : Torrevieja - Carthagène
- 529 : Catral -  Albatera - Almoradí ( CV-904 )
- 535 : Albatera - San Isidro
- 538 : Granja - Cox - Callosa de Segura ( CV-900 )
- 541 : Albatera ( N-340 )
- 545 : Orihuela - Benferri
- Passage de la communauté Valencienne à la région de Murcie
- Aire de service Santomera (dans les deux sens)
- 555 : Santomera - Abanilla ( RM-414 )
- 559 : Fortuna - Cobatillas - Monteagudo ( RM-423 )
- 563 : Cabezo de Torres
- 567/134 Échangeur autoroutier entre A-7 et A-30 : Murcie-nord - Centre Commercial de La Nueva Condomina - Albacete, Madrid; tronçon commun avec l'A-30
- 135/568 : Molina de Segura ( N-301a ) - Murcie-Av. Juan Carlos I
- 136/569 (de et vers Carthagène/Almeria) : Université de Murcie
- 570/138  Échangeur autoroutier entre A-7 et A-30 : Carthagène - Murcie-centre

### De Murcie à Almeria
- 570  Échangeur autoroutier entre A-7 et A-30 : Carthagène - Murcie-centre
- 571 : La Ñora - Guadalupe - Javalí Viejo - Université de Murcie
- 575 : Torres de Cotillas - Javalí Nuevo ( N-344 )
- 578  Échangeur autoroutier entre A-7 et MU-30 : Alcantarilla - El Palmar - Carthagène (A-30) - Mula, Caravaca ( MU-15 )
- 581 : Sangonera la Seca,  Aire de service
- 584 (de et vers Almeria) : Alcantarilla - Sangonera la Seca ( N-340a )
- 585/586 et  588/589 :  Aire de service Voies de services (dans les deux sens)
- 591 : Fuente Librilla - Librilla ( N-340a ),  Aire de service
- 594 : Casas Nuevas - Librilla ( N-340a ),  Aire de service Librilla (sens Murcie-Almeria)
- 596 (de et vers Murcie) :  Aire de service Voies de services (dans les deux sens)
- 598 : Alhama de Murcia - Sierra Espuña ( N-340a )
- 601  Échangeur autoroutier entre A-7 et RM-2 : Alhama de Murcia ( RM-608 ) - Carthagène - Fuente Alamo de Murcia - Mazarron  RM-23
- Aire de repos Alhama de Murcia (dans les deux sens)
- 609 : Totana - Aledo ( MU-502-v )
- 611  Échangeur autoroutier entre A-7 et RM-3 : Totana - Mazarrón
- 616/618 : Totana - Lebor ( N-340a )
- 622 (de et vers Murice) et  623 : La Hoya ( N-340 )
- 628/630 : Lorca ( N-340a )
- 633 : Lorca-nord - Caravaca de la Cruz ( RM-711 )
- Tunnel de Lorca (1000 m)
- 636 : Lorca-sud - Aguilas ( RM-11 )
- 640 : Hôpital Mendez
- 642 (depuis les deux sens et vers Almeria) : La Torrecilla ( N-340a )
- 644 : Zone Industrielle,  Aire de service Voies de services (dans les deux sens)
- 645 (de et vers Murcie) :  Aire de service Voies de services (dans les deux sens)
- 649 : Puerto Lumbreras ( N-340a ),  Aire de service La Parada (dans les deux sens)
- 651  Échangeur autoroutier entre A-7 et A-91/ A-92N  : Velez Rubio - Grenade - Séville
- 655 : Puerto Lumbreras-sud ( N-340a ) - Almendricos
- Passage de la région de Murcie à l'Andalousie; changement du kilométrage de l'autoroute référencé à la distance restante avant Cadix
- 565 : Góñar ( AL-9107 ),  Aire de service
- 563 : Urcal - Las Norias
- 559 : Huércal-Overa-nord,  Aire de service
- 553 : Huércal-Overa - Santa María de Nieva ( A-327 ) - Taberno ( AL-8102 )
- 549 : Huércal-Overa-sud ( N-340a )
- 547 : Albox - Olula Del Rio ( A-334 ) - Baza - Macael ( A-349 ),  Aire de service
- 543 : La Concepcion - Zurgena - Lubrin ( AL-7106 ),  Aire de service La Concepcion (sens Almeria-Murcie)
- Aire de service Antes (sens Murcie-Almeria)
- 537 : Cuevas de Almanzora ( A-332 )
- 534B : Vera - Antas - Garrucha ( N-340a )
- 534A  Échangeur autoroutier entre A-7 et AP-7 () : Carthagène
- 529 : Vera ( N-340a ),  Aire de service
- 525 : Los Gallardos ( N-340a ) - Garrucha - Mojácar ( A-370 )
- 520 : Los Gallardos ( N-340a ) - Turre ( AL-6111 ) - Garrucha - Mojácar ( A-370 )
- 516 : Alfaix ( N-340a )
- 513/514 (depuis les deux sens et vers Almeria) : Sorbas - Tabernas ( N-340 )
- 510 : La Herrería
- 504 : Sobras ( A-1102 )
- 494 : Carboneras - Parc naturel de Cabo de Gata-Níjar ( N-341 )
- 487 : Campohermoso - Las Negras,  Aire de service
- 481 : Níjar, Campohermoso ( AL-3106 ) - Lucainena de las Torres
- 479 : Níjar ( AL-3106 ) - San Isidro ( AL-3108 )
- 475
- 471 : San José - Parc naturel de Cabo de Gata-Níjar ( AL-3111 ),  Aire de service
- 467 : Cabo de Gata - Retamar - El Toyo ( N-344 )
- 460 : El Alquián ( N-349 )
- 456 : La Cañada - Aéroport d'Almeria ( AL-12   N-347 )
- 452  Échangeur autoroutier entre A-7 et  A-92  : Guadix - Grenade - Séville - Viator ( AL-1000 )

### De Almeria àFuengirola
- 452  Échangeur autoroutier entre A-7 et  A-92  : Guadix - Grenade - Séville - Viator ( AL-1000 )
- 448 : Benahadux - Huércal de Almería - Alméria Nord ( N-340a )
- 446 : Almería-Carretera de Ronda
- 443 : Almería-Avenida Federico García Lorca
- 438 : Almeria-Port
- Tunnel de Aguadulce (524-1 000 m)
- 431 (de et vers Almeria) : Aguadulce
- 429 : Roquetas de Mar ( A-1051 ) - Aguadulce - Eni Y Felix ( A-391 )
- 424 : Vícar
- 420 : La Mojonera ( N-340a )
- Aire de service San Nicolas (dans les deux sens)
- 414 : El Ejido-est ( N-340a )
- 411 : El Ejido-est - Les Norias, La Mojonera ( A-1050 )
- 409 : El Ejido-sud - Almerimar ( A-389 )
- 406 : El Ejido-ouest ( N-340a ) - Dalias, Berja ( A-358 )
- 404 (de et vers Malaga) : Matagorda - Guardias Viejas
- 403 : Balerma
- 400 : Balanegra, desserte littorale
- 398
- 391 : Berja, Las Alpujarras ( A-347 ) - Adra
- 389 : Adra
- 384 : Adra-ouest - Guainos ( N-340a )
- 375 (depuis Malaga) : El Castillo de Huarea ( N-340 )
- 373 : La Rabita ( N-340 ) - Albuñol ( A-345 )
- Tunnels de Los Ramoncillos (700 m) et de La Guapa (500 m)
- 359 : Castillo de Baños, La Mamola ( N-340 )
- Tunnels de Acebuchal (550 m) et Madroño (535 m)
- 354 : Castell de Ferro ( N-340 )
- Tunnel de Gualchos (330 m)
- 342 : Carchuna, Calahonda ( N-340 )
- Tunnels de la Fuentecilla (610-580 m) et de Carchuna (550 m)
- 336 : Motril ( GR-16 ) - Torrenueva ( N-340 )
- 329  Échangeur autoroutier entre A-7 et A-44 : Vélez de Benaudalla - Grenade - Jaén
- 325 (de et vers Almeria) : Motril, Salobreña ( GR-14 ) - Vélez de Benaudalla ( N-323 )
- 322 : Lobres, Molvizar ( GR-5300 ) - Salobreña ( N-340 )
- Tunnel d'Itrabo (2 092 m)
- 314 : Salobreña, Almunécar ( N-340 )
- Tunnels du Gato (292 m),de Calaceite (410 m) et de Cantalobos (2 100 m)
- 305 : Almunécar, La Herradura ( N-340 )
- Tunnel du Merchante (1 400 m), du Pino (400 m) et de Cerroso (200 m)
- 295 : Nerja-Maro ( N-340 )
- Tunne Capistrano (1 000 m)
- 292 : Nerja ( N-340 ) - Frigiliana ( MA-5105 ),  Aire de service
- Tunnels de Torrox (1 175 m) et de Tablazo (150 m)
- 285 : Torrox - Competa ( A-7207 ),  Aire de service
- Tunnel du Lagos (450 m)
- 277 : Algarrobo ( A-7206 ) - Caleta de Vélez ( N-340 )
- 274 (de et vers Malaga) : Vélez-Malaga - Caleta de Vélez
- 272 : Vélez-Málaga - Torre del Mar ( N-340a ) - Colmenar ( A-365 )
- 265 : Cajiz - Iznate ( MA-3203 ) - Almayate, Valle Niza ( N-340a ),  Aire de service
- 258 : Chilches ( MA-3204 ) - Benajarafe ( N-340a )
- 258 : Torre de Benagalbón, Macharaviaya ( MA-3201 )
- Début de la traversée de l'agglomération de Malaga jusqu'à  214 (limité entre 80 et 100 km/h). Tronçon à virages limité à 80 km/h jusqu'à  251
- 256 : Torre de Benagalbón - Benagalbón ( MA-3200 ),  Aire de service
- 254 : Rincón de la Victoria - Benagalbón ( MA-3200 )
- 251 (de et vers Almeria) : lotissements,  Aire de service
- 251 : La Cala del Moral ( MA-24 )
- 246B (de et vers Malaga) : La Cala del Moral, El Cantado, Olias ( MA-24 )
- 246 : Malaga-El Palo
- 245 : Malaga-Pedregalejo
- Tunnel Cerrado de Calderon (768 m)
- 244 : Malaga-Limonar
- 243 (de et vers Almeria) : Malaga-Ciudad Jardin
- 242 (de et vers Almeria) : Malaga-Av. Jacinto Benavente
- Tunnel San José (375 m)
- 241  Échangeur autoroutier entre A-7 et A-45 : Cordoue - Séville - Grenade ( A-92 )
- Échangeur autoroutier entre A-7 et MA-20 (de et vers Almeria) : Malaga-ouest
- 240 (de et vers Algésiras) : Malaga-Ciudad Jardin
- Échangeur autoroutier entre A-7 et AP-46 : Cordoue (A-45) - Séville - Grenade ( A-92 )
- 235/237 : Almogia ( A-7075 )
- 234/233 : Technopôle Mercamalaga
- 233  Échangeur autoroutier entre A-7 et  A-357  : Malaga - Cartama
- 230 : Alhaurin de la Torre - Churriana ( A-404 )
- Tunnel de Churriana (1 256 m)
- 225/226  Échangeur autoroutier entre A-7 et MA-20 : Torremolinos - Malaga-ouest +  l'A-7 devient l'AP-7

### Variante de Malaga (MA-20)
|     | Marbella - Algésiras - Cadix Estepona - Torremolinos - Aéroport de Malaga                          | A-7   |
| 11  | Malaga-Avenida de Valle-Inclán Malaga-Avenida de Haya Carlos                                       |       |
| 9   | Université de Malaga - Malaga-Avenida Jorge Luis Borges                                            |       |
|     | Malaga-Avenida de Andalucia - Coín - Cartama Zones Industrielles - Parc Technologique d'Andalousie | A-357 |
|     | Malaga-Avenida de Velazquez Torremolinos - Aéroport de Malaga                                      | MA-21 |
|     | Port de Malaga                                                                                     | MA-23 |
| 3   | Guadalmar                                                                                          |       |
|     | Aéroport de Malaga                                                                                 | MA-22 |
| 1   | La Cizaña - Churriana                                                                              | A-404 |
| 0   | Malaga-Avenida de Velazquez - Aéroport de Malaga                                                   | MA-21 |
| 226 | Torremolinos Nord                                                                                  |       |
|     | Séville - Grenade A-45 Cordoue - Madrid A-45 Malaga Nord                                           | A-7   |

### De Torremolinos à Guadiaro (AP-7)
Entre Fuengirola et Guadiaro, l'A-7 devient l'AP-7 et est payante. Toutefois cette dernière est doublée par la première.
L'A-7 est un axe d’intérêt local qui dédouble l'AP-7 en desservant les villes du littoral méditerranéen (Fuengirola, Marbella (tronc commun avec l'AP-7), Estepona (tronc commun avec l'AP-7) et Manilva. Cependant le tronçon entre Estepona et Guadiaro comporte des giratoires. Ces tronçons reprennent le tracé de la N-340.
- 225/226  Échangeur autoroutier entre A-7 et MA-20 : Torremolinos - Malaga-ouest +  l'A-7 devient l'AP-7
- Aire de service El Arroyo de la Miel (dans les deux sens)
- 222 : Benalmádena
- 217 : Benalmádena ( A-368 )
- 214  Échangeur autoroutier entre AP-7 () et A-7 (Fuengirola, desserte littorale)
- 213 : Fuengirola - Mijas ( A-368 )
- 200 : Calahonda ( A-7 ) +  Péage de Calahonda
- Tunnel de Calahonda (600 m) et de Santa Maria (150 m)
- Aire de service Alto de Marbella (dans les deux sens)
- 186  Échangeur autoroutier entre AP-7 et A-7 (depuis Algésiras et vers les deux sens) : Fuengirola, desserte littorale ( A-7 )
- 185 : Ojen ( A-355 ) - Marbella-nord - centre commercial La Cañada
- 184 : Marbella-centre
- 182 (de et vers Malaga) et  180/181B : Marbella-Nagüeles
- 181A  Échangeur autoroutier entre AP-7 et A-7 (de et vers Malaga) : San Pedro de Alcantara, Desserte littorale ( A-7 )
- Tunnels de Rio Verde (300 m) et de La Quinta (780 m)
- 172 : San Pedro de Alcántara, Ronda ( A-397 ) +  Péage de San Pedro de Alcantara
- Tunnel de Montemayor (600 m)
- Aire de service Rio Castor (dans les deux sens)
- 157  Échangeur autoroutier entre AP-7 et A-7 : Estepona - Desserte littorale, San Pedro de Alcantara ( A-7 )
- 155 : Estepona
- 153  Échangeur autoroutier entre AP-7 et A-7 : Estepona - Desserte littorale ( A-7 )
- Tunnels d'Estepona (160 m), de Corominas (975 m), de Santa Maria II (555 m) et  de Casares (1 053 et 1 063 m)
- 142 : Casares, Manilva, Gaucin ( A-377 ) +  Péage de Manilva
- Aire de service Manilva (dans les deux sens)
- 133 : Torreguadiaro - Desserte littorale, Malaga (itinéraire gratuit) ( A-7 ) +  L'AP-7 redevient l'A-7

### DeGuadiaroàAlgésiras
- 133 : Torreguadiaro - Desserte littorale, Malaga (itinéraire gratuit) ( A-7 ) +  fin de l'AP-7
- 132 (de et vers Malaga) : Guadiaro
- 130 : Guadiaro - Sotogrande - Castellar de la Frontera ( A-2100 )
- 127 : San Roque Club
- 124 : La Línea de la Concepción ( A-383 ) +  Aire de service Portichuelos (sens Algésiras-Malaga)
- 119 : San Roque-est - La Línea de la Concepción, Gibraltar ( CA-34 ) + tronçon limité à 80km/h jusqu'à Algésiras (fort trafic urbain)
- 118 (depuis Algésiras et vers les deux sens) : La Línea de la Concepción, Gibraltar ( CA-34 )
- 117 : San Roque-ouest - Guadarranque
- Aire de service Miraflores (sens Malaga-Algésiras)
- 116 : Miraflores - Castellar de la Frontera, Jimena de la Frontera et Ronda ( A-405 )
- 115 : Taranguilla - Gare de San Roque
- 113 : Los Cortijillos
- 112 : Palmones - Carrefour-Los Barrios
- 111 :  Aire de service Palmones (dans les deux sens), Palmones (depuis Algésiras)
- 110B  Échangeur autoroutier entre A-7 et  A-381  : Los Barrios - Jerez de la Frontera - Séville - Cadix (A-4)
- 110A : Area del Fresno
- 109 : Zone Industrielle La Menacha
- 108C  Échangeur autoroutier entre A-7 et  N-357  : Port d'Algésiras, Ferry vers Tanger-Ceuta; entrée dans Algésiras
- : Port d'Algésiras, Ferry vers Tanger-Ceuta
- : Algésiras-Avenida de Francia/Calle de Los Barrios
- 107 (depuis les deux sens et vers Malaga) : Algésiras-centre via l'Av. Virgen del Carmen
- 107B/106A : Algésiras-centre, Eroski Algeciras
- 106 : Algésiras-Av. Virgen de la Palma
- 105 : Algésiras-Av. Agua Marina
- 104
- 103 : Algésiras-sud, Ferry vers Tanger-Ceuta ( N-350 )
- : Los Pastores, sortie d'Algésiras, l'A-7 redevient la  N-340a  en direction de Tarifa et Cadix (via l'A-48). La N-340 longe le détroit de Gibraltar jusqu'à Tarifa, avant de rejoindre Cadix.

### Référence
- Nomenclature